# Saint-Caprais (Gers)
Saint-Caprais település Franciaországban, Gers megyében. Lakosainak száma 146 fő (2022. január 1.). Saint-Caprais Aurimont, Bédéchan, Castelnau-Barbarens, L’Isle-Arné, Juilles, Lussan és Montiron községekkel határos.

## Népesség
A település népessége az elmúlt években az alábbi módon változott:
| Lakosok száma | 119  | 106  | 101  | 112  | 138  | 140  | 139  | 142  | 143  | 146  |
|               | 1968 | 1982 | 1990 | 2006 | 2013 | 2015 | 2017 | 2019 | 2020 | 2022 |